# ایوان سونارا
ایوان سونارا (انگلیسی: Ivan Sunara؛ زادهٔ ۲۷ مارس ۱۹۵۹) بازیکن بسکتبال اهل کرواسی است.
وی در مسابقات کشوری و بین‌المللی در مجموع برندهٔ ۲ مدال برنز شده‌است.